# 探偵ガリレオ
『探偵ガリレオ』（たんていガリレオ）は、東野圭吾の推理小説である。ガリレオシリーズ第1弾である短編小説集で、1998年5月に刊行された。テレビドラマ『ガリレオ』の原作。
作者の東野圭吾によれば自身は理系であり、「自分が好きなようにマニアックな作品を書いた」と語っている。
初出は「燃える」『オール読物』1996年11月号、「転写る」1997年3月号、「壊死る」1997年6月号、「爆ぜる」1997年10月号、「離脱る」1998年3月号。
主要人物、捜査一課の人物はガリレオシリーズ#登場人物を参照。ここでは原作のあらすじとその登場人物を記載する。

## あらすじ

### 第一章・燃える（もえる）
人通りの少ない「花屋通り」で局所的な火災が発生し、そこにたむろしていた若者の一人が焼死した。焼け跡からは変形したポリタンクが見つかり、周辺にはガソリンの臭いが立ち込めていたことから、警察は何らかの拍子にポリタンクに引火したと見て捜査を開始する。しかし、同じ現場に居合わせた負傷した若者たちが「被害者の後頭部から突然火が上がった」と証言するなど、火災の原因特定には至らない。
マスコミが唱えたプラズマ説を検証するため、草薙は大学時代の友人である湯川のもとを訪ねる。再び現場を訪れた草薙は、一人の少女と出会う。その少女は事件当日、「赤い糸が見えて、それを探していた」と語ったという。その言葉に興味を持った湯川は、ある工場に着目する。
前島一之
町工場・時田製作所の従業員。発話障害で話すことはできない、本と音楽が心の友。
金森龍男
前島の親友で、同じアパートの住人。騒がしい上にゴミをまき散らす少年グループを、心底から嫌っている。
山下良介
今回の事件の被害者。
向井和彦
山下と同じく、事件現場で騒いでいた少年の一人。事件当時、煙草を吸っていたものの、火をつけたのは自分ではないと供述している。

### 第二章・転写る（うつる）
草薙は中学生の姪の文化祭に出席するが、そこで奇妙なものを見た。「変なもの博物館」と称された陳列品の中に、石膏で固められたデスマスクがあり、草薙は胸騒ぎを覚えた。血相を変えてそのデスマスクを見つめる女性がいた。その女性に話を聞くと、この夏に行方不明になった女性の兄に酷似しているという。デスマスクを作ったのは、この学校に通う生徒たちだった。彼らは偶然、自然公園にある池でアルミ製のマスクを拾い、それを元にデスマスクを作ることを思いついていた。
そしてほどなく、この池から、あのマスクの顔の主である男性の他殺体が発見された。しかし、なぜ現場にマスクがあったのか、どのようにして作られたのか、手がかりは掴めなかった。そこで草薙は、以前人体発火事件を解明した友人の物理学者・湯川を訪ねる。湯川は実際に池を訪れ、ある自然現象によってマスクが作られたと考えた。一方、事件の捜査では、容疑者らしい人物をリストアップするも、その人物には被害者が失踪した日に海外へ旅行に出かけているという確固たるアリバイがあった。
柿本進一
事件の被害者。歯科医。
柿本昌代
進一の妻。
柿本良子
進一の実妹。保険会社に勤務。
小野田宏美
良子の学生時代からの親友。中学校の音楽教師。発見されたデスマスクが進一の顔だと、誰よりも早く気づいた。
山辺昭彦
中学校の生徒。友人である藤本孝夫に「鯉が釣れる」とからかわれ、池で釣りをしていた際、偶然デスマスクを見つけた。
藤本孝夫
中学校の生徒。山辺昭彦を誘い、池に釣りに来ていた。
笹岡寛久
パソコンの棚卸業務を行う事務所員。被害者である進一に、競走馬の共同購入を持ちかけていた。

### 第三章・壊死る（くさる）
スーパーマーケットの経営者が浴槽に浸かったまま死亡しているのが、息子によって発見された。死体の胸には奇妙な痣ができていたが、解剖の結果、痣の部分は細胞が完全に壊死していた。死亡した人物からは薬物は検出されず、また、感電死による痣でもないことから、死因を特定できず、捜査一課も手が出せなかった。手がかりをつかめないまま、草薙は湯川を訪ね、この人物が行きつけにしていたクラブに足を運び、贔屓にしていたホステスに目をつける。
このホステスは、亡くなった人物に多額の借金を肩代わりする見返りに同居を迫られていた。この状況を避けたいと考えていた彼女は、同僚の男に冗談で殺人の依頼を持ちかける。最初は困惑してその場を去った彼だが、その後電話で「絶対に病死にしか見えず、仮に他殺だと分かってもその手段が分からない。世界で前例のない」殺害方法を女に提案する。
内藤聡美
クラブ「キュリアス」のホステス。夜の顔とは別に、昼間は東西電機埼玉工場で事務の仕事をしている。新潟から上京後、ブランド品に心を奪われ、クレジットカードの支払いに苦しむ日々。被害者である高崎邦夫から多額の借金を抱えていた。
田上昇一
聡美の同僚。彼女の夜の顔も知る人物。聡美に異常なほど執着し、新潟に連れて帰り結婚しようと画策している。聡美のためなら手段を選ばない。今回の事件に使われたある物を管理している。
高崎邦夫
事件の被害者。スーパーマーケットの経営者。一代で店を築き上げたが、その過程で金銭にまつわる裏の顔も持つ。倹約家で家族には厳しい一方、聡美には惜しみなく金を与えていた。そのため、恨みを買うことも多かったという。
高崎紀之
邦夫の息子で、父親の遺体を発見した第一発見者。父に対して強い憎しみを抱いており、遺体発見時も「これで都合が良くなる」と冷淡に考えていた。
河合亜佐美
聡美が働くクラブの先輩ホステス。夜の世界での仕事仲間。ロシアンブルーの猫を可愛がっている。
橋本妙子
聡美の昼間の仕事仲間。聡美に関する様々な噂を耳にしているが、彼女が水商売をしていることは知らない。

### 第四章・爆ぜる（はぜる）
三鷹のアパートで、男性が撲殺されているのが発見された。部屋からは帝都大学理工学部脇の駐車場の写真が見つかり、捜査に当たっていた草薙は、その足で第十三研究室を訪ねた。研究室で湯川は、一週間前に湘南海岸で突然火柱が上がり、泳いでいた女性が爆死した事件について、学生と議論を交わしていた。この事件は管轄の神奈川県警でも原因を特定できず、捜査は難航していた。
一方、草薙は、殺害された男性が8月30日に大学を訪れ、教授の車について尋ねていたという情報を得る。また、被害者は一ヶ月前に勤めていた会社を突然辞めていたが、大学関係者からは有力な情報を得られずにいた。
捜査が行き詰まりかけていたとき、草薙は被害者の部屋から海岸近くの喫茶店のレシートを発見する。それは、女性の爆死事件当日のものだった。そして、この女性の経歴を調べるうちに、二つの事件につながりがあるのではないかと考える。また、湯川も海岸を訪れ、爆発の正体を突き止めようとする。しかし、事件はまだ終わっておらず、さらにもう一人の命が狙われようとしていた。
藤川雄一
アパートで殺害された被害者。帝都大学理工学部エネルギー工学科の出身。今年の7月に「ニシナ・エンジニアリング」を退職していた。以前は熱工学の研究に没頭していたが、4月に別の部署へ異動になっている。
松田武久
帝都大学理工学部エネルギー工学科出身。第五研究室の助手で、湯川とは同期。以前、藤川の研究に協力していたことがある。
梅里律子
湘南海岸で発生した爆発事件の被害者。
梅里尚彦
律子の夫。会社員として働いている。
横森
帝都大学理工学部エネルギー工学科第五研究室の教授。「ニシナ・エンジニアリング」の技術顧問も務めており、藤川を同社に推薦した人物。
木島文夫
帝都大学理工学部の教授。学部内で強い影響力を持つ重鎮であり、向学心のある学生たちがこぞって彼の講義を受けようとする。かつて、藤川の受講プログラムの変更を認めなかったことがある。

### 第五章・離脱る（ぬける）
7月25日、マンションの一室で女性の絞殺体が発見された。草薙は検証を行い、現場にあった名刺から、被害者が殺害された22日に自宅を訪れたという男に話を聞く。すると、男は相手の希望で名刺に書かれていた日の前日に伺い、事件当日は体調が優れず、川の近くに車を止めていたと答えた。しかし、被害者宅近くの住人が、事件当日に男の車が家の前に停まっていたのを見たと証言。男は容疑者として任意で聴取を受けることになる。それでも当日のアリバイを主張するが、目立たない場所に停めたため、証人は現れなかった。真犯人はこの男なのかという空気が流れる中、一通の手紙が捜査一課に送られた。それは、手紙の主の息子が河原に停めてある男の車を見たという内容だった。ただし、その方法は幽体離脱によるものだという。手紙にはその時に描かれたという絵も同封されていた。
事件当日、その少年は部屋で休んでいたところ、突然体がふわふわとし、部屋の外の景色をそのまま絵に描いた。その不思議な絵を見た手紙の主は、その日のうちに仕事仲間にもこのことを知らせた。また、少年の部屋の前には工場の大扉があり、常に閉まっており、通常は見えない位置にあった。幽体離脱は本当に起こったのか。捜査一課が混乱する中、間宮係長の命により、草薙は湯川のもとを訪ねる。
栗田信彦
保険会社の外交員。今回の事件で容疑者とされているが、気が弱い一面を持つ。
長塚多恵子
今回の事件の被害者。栗田とは職場の上司を通じて知り合った。かつて見合いの話もあったが、結局は破談に。その縁で、栗田の保険会社に加入していた。
上村宏
フリーライター。妻とは離婚し、一人息子と暮らしている。今回の奇妙な現象を記事にして、マスコミに発表することを狙っている。感情的になりやすい性格。
上村忠広
宏の息子。幽体離脱を経験したとされる。生まれつき体が弱く、学校を休みがち。絵を描くことが得意。
竹田幸恵
忠広のクラスメートの母親で、パン屋を経営している。夫は事故で亡くなり、息子と二人暮らし。宏に好意を抱いているが、彼が今回の事件の影響で有名になってしまったことに引っかかりを持つ。

## 朗読劇
2024年5月18日・19日に東京・EBiS303を会場に公演された。演じられたエピソードは「燃える」と「転写る」の二篇。
主催はエイベックス・ピクチャーズ株式会社。脚本・演出：私オム。

### 出演（朗読劇）
※いずれも日替わりのダブルキャスト
- 湯川学 - 江口拓也（18日）、神尾晋一郎（19日）
- 草薙俊平 - 仲村宗悟（18日）、石川界人（19日）